# Librem

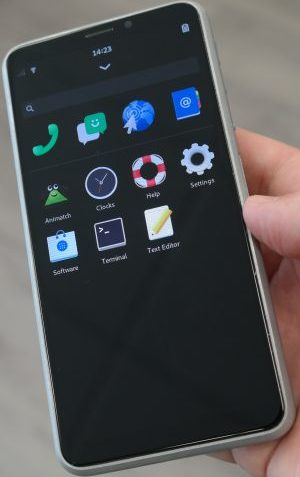
Smartphone Librem 5

Librem est une gamme de produits informatiques (PC portable, smartphone, services) produits par Purism (en), basée sur le recours aux logiciels libres, et sur des objectifs de sécurité informatique et de protection de la vie privée.

## Objectifs
L'objectif de la gamme Librem est de préserver la liberté, la sécurité et la vie privée des utilisateurs,,,,,,,,,,. À cette fin, les appareils sont fournis avec PureOS, une distribution GNU/Linux entièrement libre (y compris le noyau), avec Coreboot (un BIOS libre) et avec des fonctionnalités de sécurité comme des interrupteurs (appelés «kill switches») pour le microphone, la webcam, le Wi-Fi et le Bluetooth,,.

## Modèles

### Ordinateurs portables
Au début de l'année 2018, trois modèles d'ordinateurs peuvent être commandés. Le Librem 13 et le Librem 15 sont deux PC portables de 13 et 15 pouces respectivement. Le Librem 11 est un PC hybride portable/tablette de 11 pouces.
En juillet 2020 est annoncé le Librem 14, qui remplace le Librem 13. Son expédition est prévue pour décembre 2020,,.

### Librem 5
Un smartphone, le Librem 5 est en développement, après un financement participatif.
Après avoir complété avec succès une campagne de financement participatif, Librem annonce la sortie d'un smartphone pour avril 2019,,,,,,,,,,,,, avant de repousser cette dernière au trimestre suivant. Le smartphone fonctionnera avec des logiciels gratuits et le système d'exploitation de Librem 5 sera PureOS. Il fonctionnera avec GNOME et KDE Plasma Mobile,, ou avec Ubuntu Touch,,,,,,. Le 5 septembre 2019, la société annonce que les smartphones précommandés seront livrés par lots en fonction de la place de l'utilisateur dans la file d'attente, chaque nouveau lot venant avec des améliorations matérielles et logicielles. Le premier lot sera livré entre le 24 septembre et le 22 octobre et le dernier est annoncé pour le quatrième trimestre 2020,.

## Librem One
Librem One est une suite de services constituée d'un service courriel, d'un VPN, d'un réseau social appelé Mastodon et d'un service de chat. L'ensemble contenant les deux derniers est gratuit, tous les autres étant disponibles via abonnement. Le service a toutefois fait polémique à l'annonce du CEO de Purism que son réseau social ne ferait l'objet d'aucune modération[réf. nécessaire].